# ニコラ・ベルナール・レピシエ
ニコラ・ベルナール・レピシエ（Nicolas Bernard Lépicié、1735年6月16日 - 1784年9月15日）は、フランスの画家である。

## 略歴
パリで生まれた。父親のフランソワ・ベルナール・レピシエ(François-Bernard Lépicié)、母親のレネー・エリザベス・マルリエ(Renée-Élisabeth Marlié)の2人とも有名な版画家であった。父親から版画を学ぶが、眼が良くなく、絵画に移り、16歳頃から、シャルル＝アンドレ・ヴァン・ローなどの有名画家から絵を学んだ。1759年にローマ賞の2位を受賞したが、イタリアなどへの留学は行わずフランスで活動をした。王立絵画彫刻アカデミーの会員に選ばれ、1769年にアカデミーの助教授、1770年に教授に選ばれた。
レピシエの教えた学生にはカルル・ヴェルネ、ジャン＝フレデリック・シャール、ジャン＝アントワーヌ＝テオドール・ジルースト、ジャン＝ジョゼフ・タイヤソン、アンリ＝ピエール・ダンルー、ジャン＝バプティスト・ルニョー、ニコラ＝アントワーヌ・トーネーらがいた。
歴史画で評価された画家であるが、ジャン・シメオン・シャルダンの影響も受けて『ファンションの起床』のような風俗画を描くこともあった。

## 作品

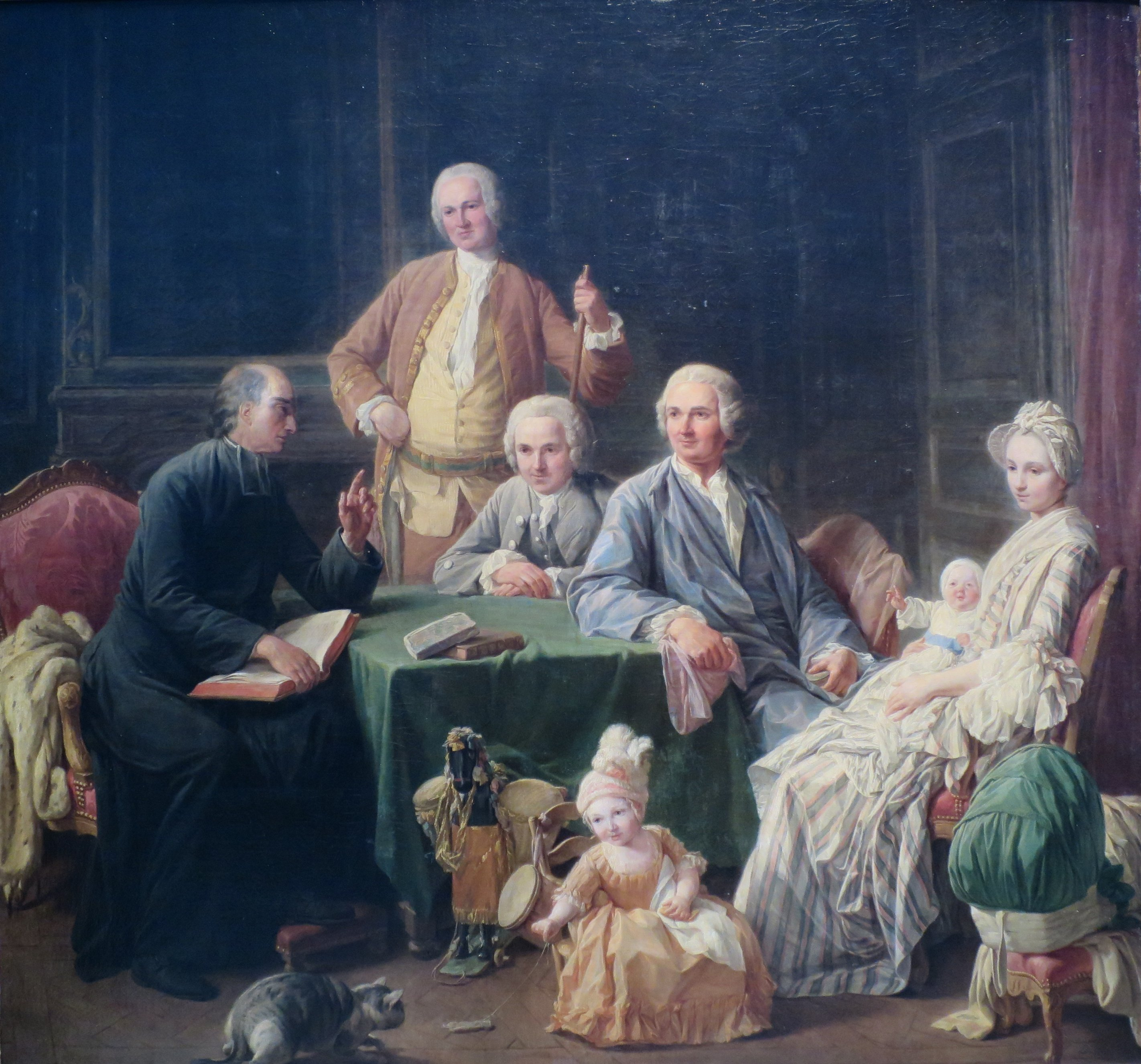
Portrait of the Leroy Family (1766)
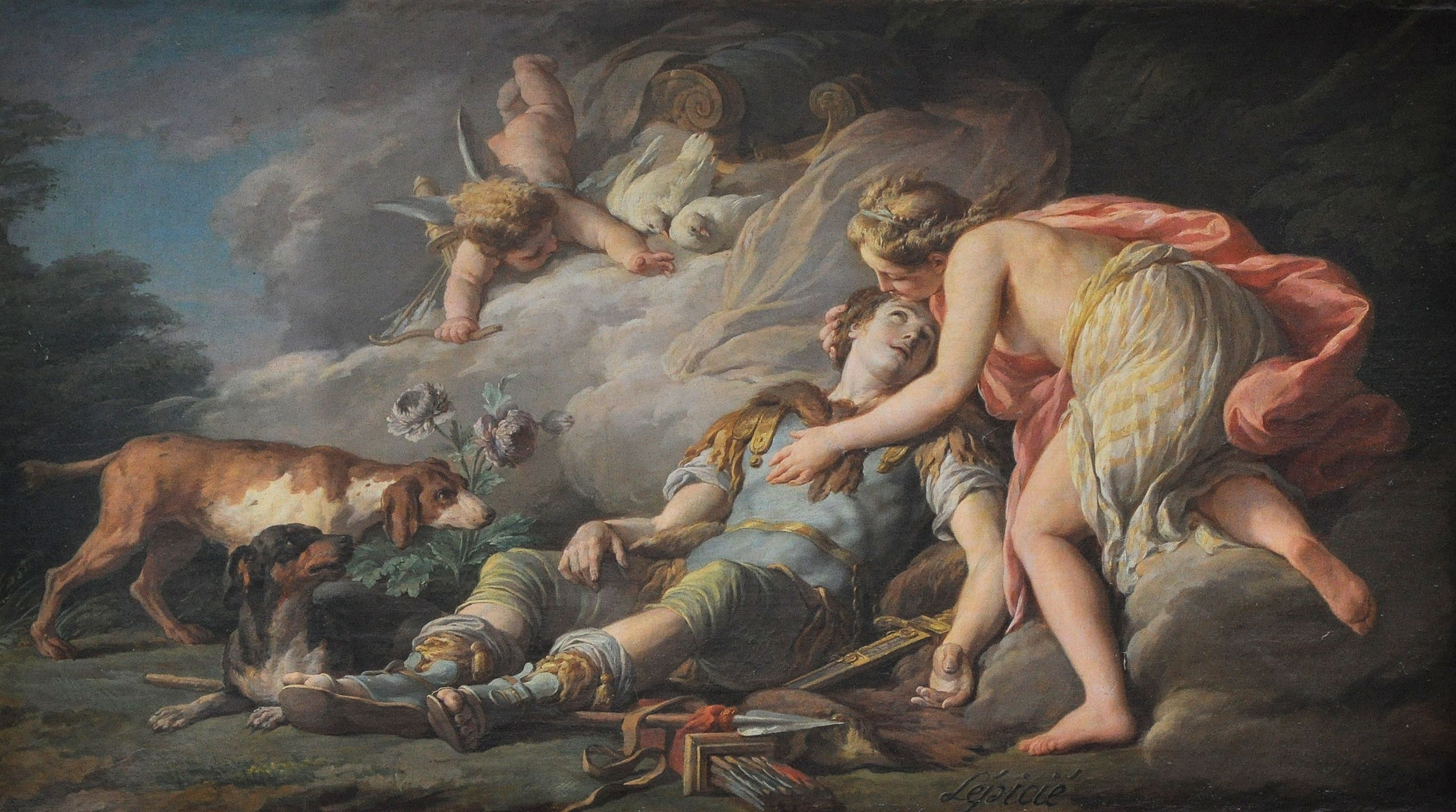
「アドーニスの死」(1782)
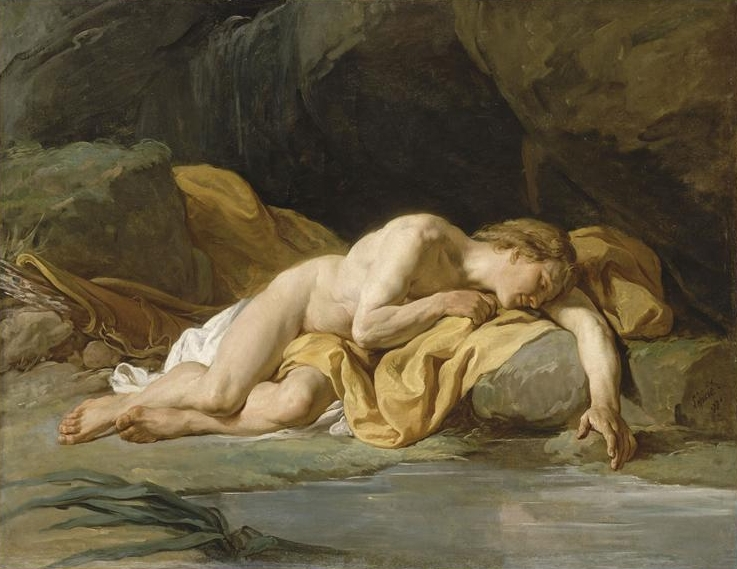
ナルキッソス (1771)
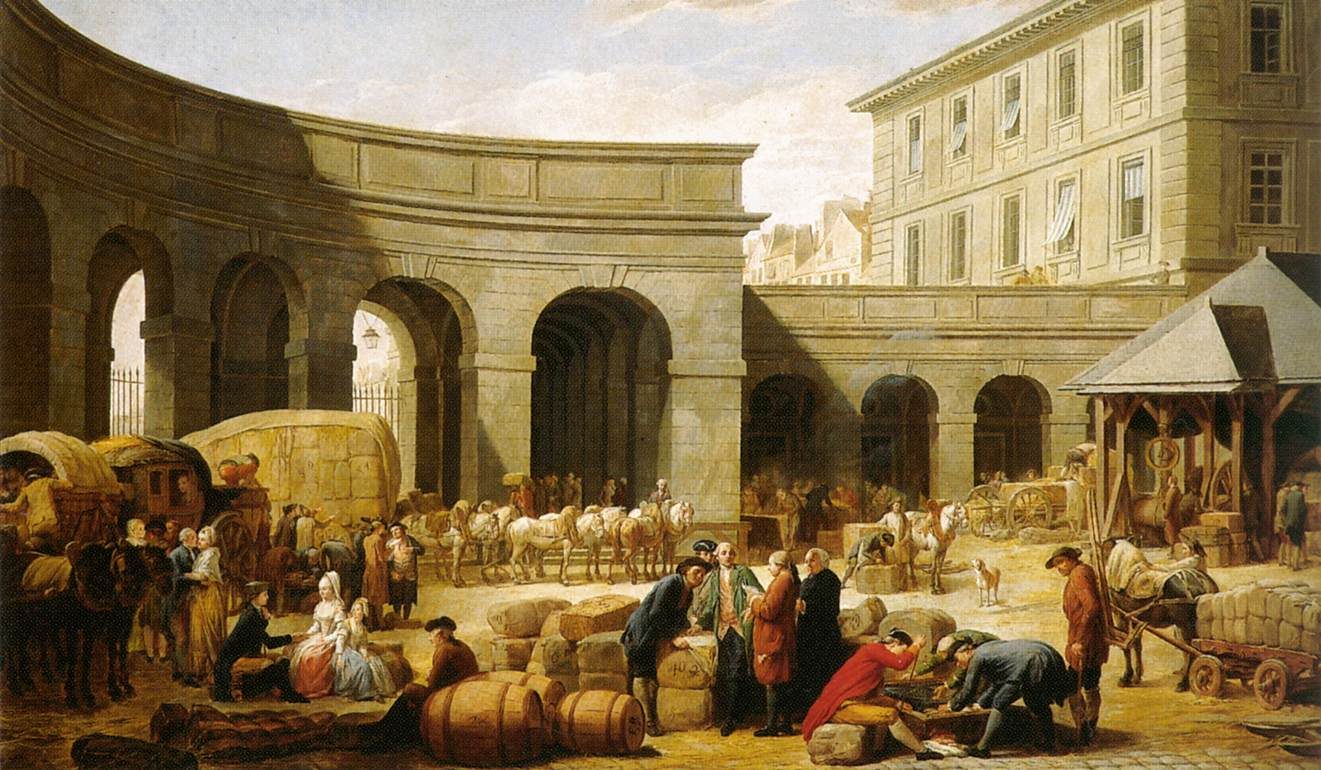
税関の中庭 (1775)
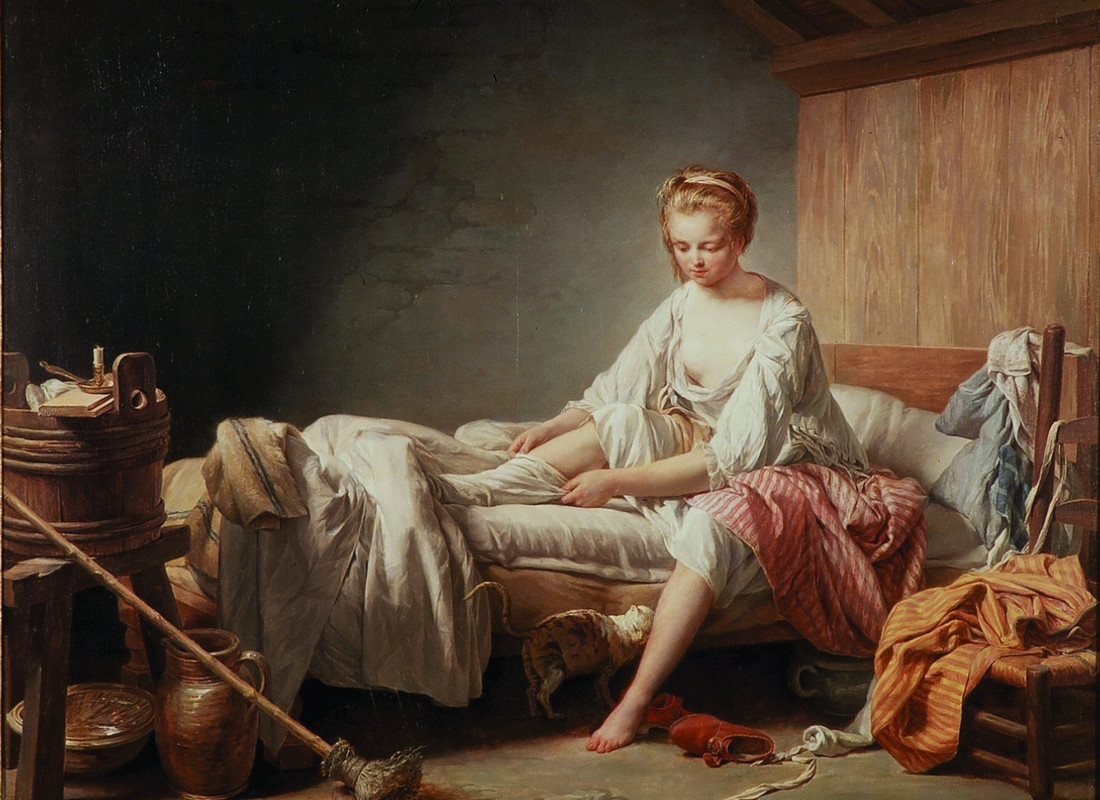
『ファンションの起床』
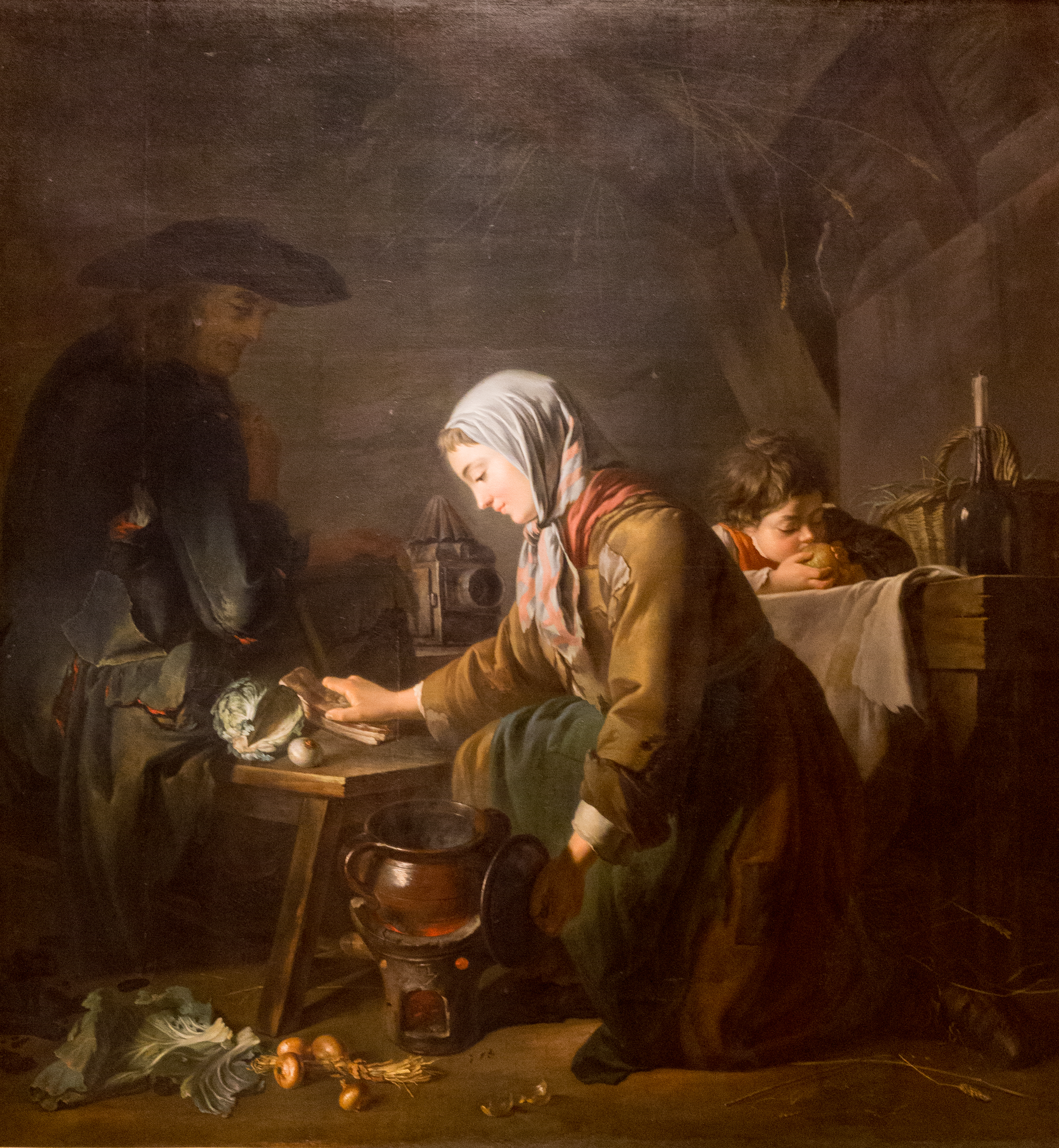
昼食の準備